# Porc Dongpo
Pour les articles homonymes, voir Dongpo (homonymie).
 (février 2015).
Si vous disposez d'ouvrages ou d'articles de référence ou si vous connaissez des sites web de qualité traitant du thème abordé ici, merci de compléter l'article en donnant les références utiles à sa vérifiabilité et en les liant à la section « Notes et références ».
Le porc Dongpo (chinois simplifié : 东坡肉 ; chinois traditionnel : 東坡肉 ; pinyin : dōng pō ròu ; litt. « viande Dongpo ») est un plat traditionnel chinois, de type kou rou (chinois simplifié : 扣肉 ; pinyin : kòu ròu), à base de poitrine de porc, tirant son nom du célèbre poète et écrivain chinois, Su Dongpo. On le retrouve sous trois variantes. La version originale, peu connue, provient de Huangzhou, dans la province du Hubei, la version la plus connue est celle modifiée puis amenée par Su Dongpo à Hangzhou, dans la province du Zhejiang. Enfin la troisième, plus proche de la version originale, fait partie de la cuisine du Shandong (鲁菜 / 魯菜, lǔcài) et est appelée Dongpo kourou (东坡扣肉 / 東坡扣肉, Dōngpō kòuròu).
Les versions du Hubei et du Shandong sont toutes deux du type kourou, il s'agit d'une viande assaisonnée au meicai (梅菜, méicài, « légumes de prunier »), feuilles de moutarde, puis retournée (扣, kòu) à la fin de la cuisson à la vapeur, à la façon d'une tarte Tatin.
Ce plat a la particularité, lorsqu'il a été bien préparé (environ trois heures de cuisson, dont une heure et demie à la vapeur), de fondre dans la bouche, créant une sensation très spéciale pour de la poitrine de porc.

## Les variantes

### En Chine

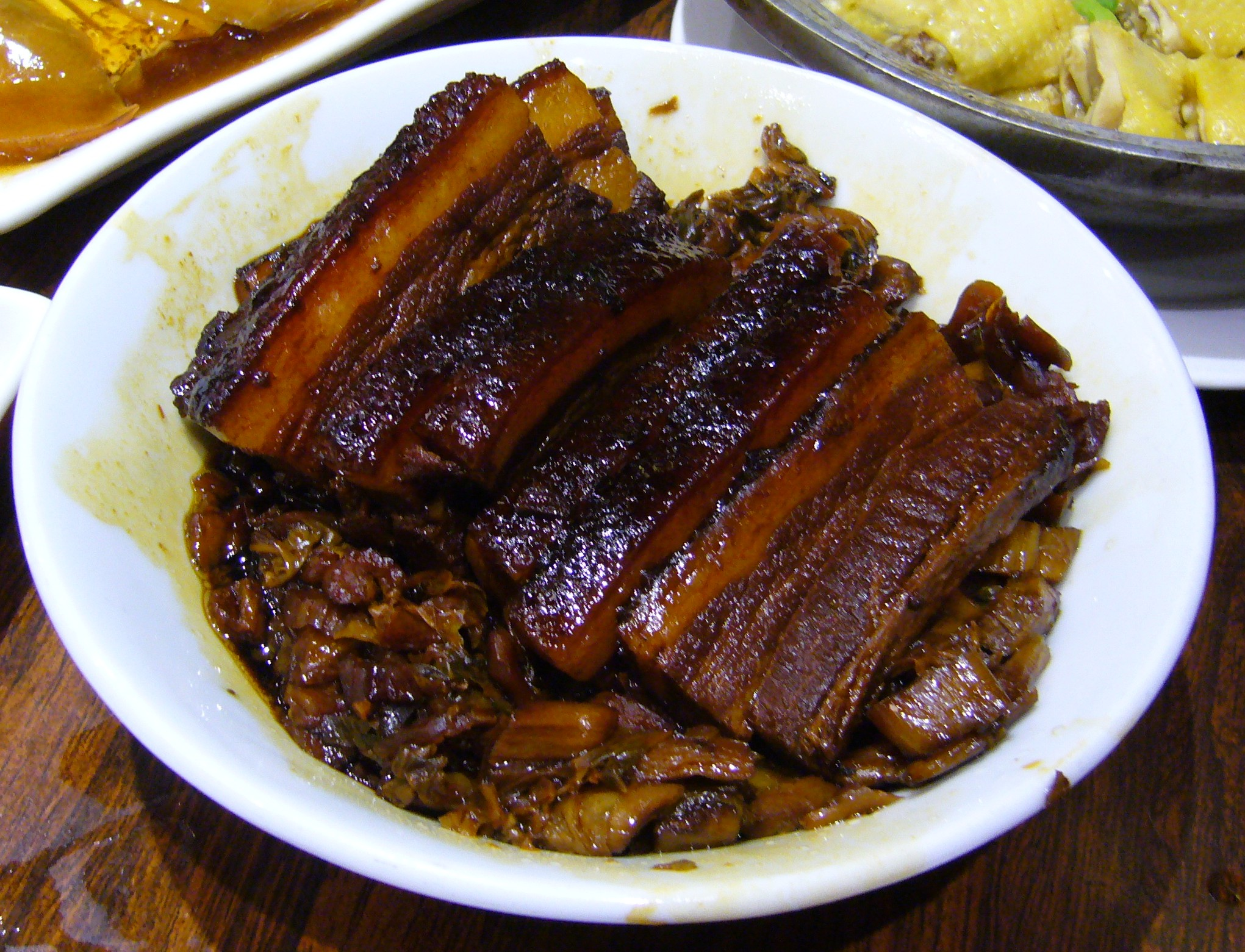
Variante de Hubei.

La version de Huangzhou se présente sous forme de cubes, dont la couleur rougeâtre est due au mélange de sucre et de vin de cuisine.
La version de Huangzhou, toujours élaborée par les gens de la province de Hubei, reste plus blanche, sous forme de lamelles accolées, moins sucrée mais tout aussi fondante. On retrouve également cette variante dans les restaurants du Sichuan, province voisine de Hubei, ayant de nombreuses similitudes culturelles et culinaires.
La recette de fanzheng rou (饭蒸肉 / 飯蒸肉, fànzhēng ròu, « viande à la vapeur et au riz »), est également assez proche de la version de Hangzhou, mais comporte du riz en plus.

### Au Japon
Sous la dynastie Ming, des échanges entre Hangzhou et les ports japonais de Kyūshū auraient permis à cette recette d'être adoptée par les cuisiniers de Nagasaki, elle y est nommée kakuni (角煮), variante un peu moins sucrée que celle de Hangzhou, mais plus que l'original de Huangzhou, dont elle est plus proche dans sa présentation.

## Origines
Une légende dit que lorsque Su Dongpo fut banni de Huangzhou, il améliora la recette traditionnelle de Huangzhou en braisant d'abord la poitrine de porc puis en y ajoutant du vin fermenté. Cela donna de la viande rouge braisée. Ce plat est originaire de Huangzhou puis fut diffusé à Hangzhou, alors capitale de la dynastie des Song du Sud. Il fait partie aujourd'hui des plus célèbres spécialités culinaires de Hangzhou.

## Dans les arts

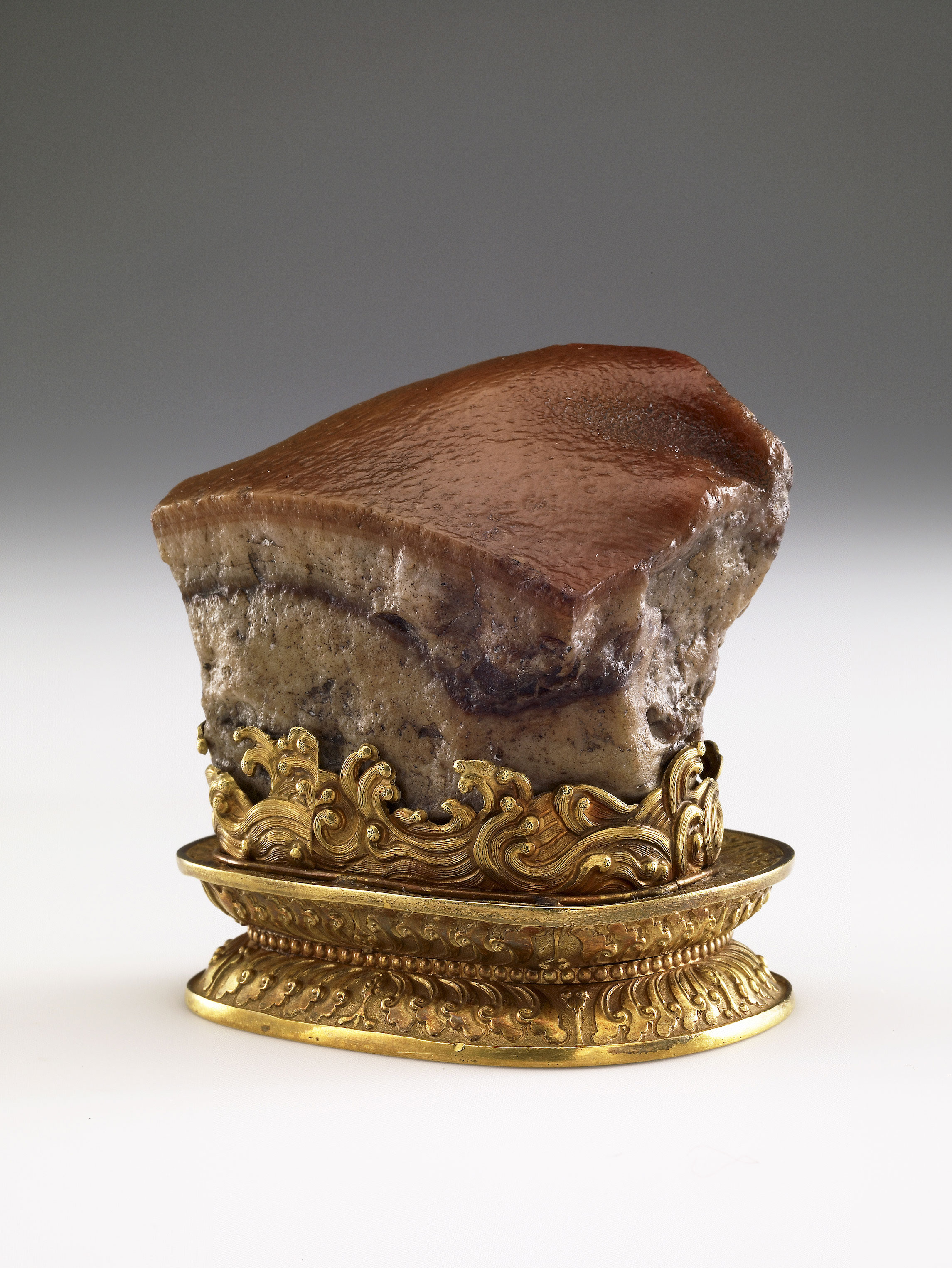
Rouxingshi (肉形石).

La sculpture Rouxingshi (肉形石, ròuxíngshí) est une pièce faite de jaspe sculpté qui ressemble à la forme et la texture du porc Dongpo. Cette œuvre a été réalisée au début du XXe siècle, à la fin de la dynastie Qing, et est à présent exposée au musée national du Palais, à Taipei, sur l'île de Taïwan.